# Sněžný pluh

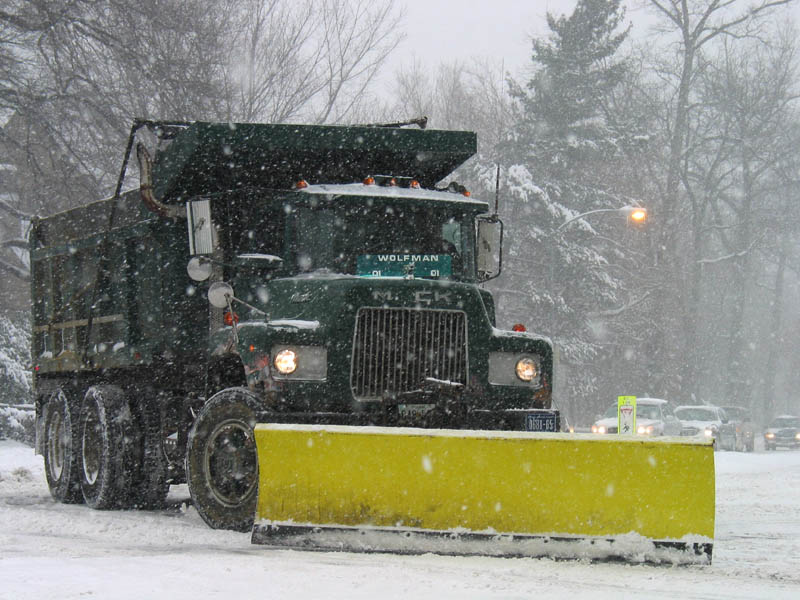
Sněžný pluh na nákladním automobilu

Sněžný pluh je mobilní prostředek určený k odklízení sněhu z vozovek, kolejí a jiných komunikací.

## Popis
Základní součástí je radlice, která slouží k odhrnování sněhu z vozovky či kolejí. Používají se radlice dvojího tvaru:
- šikmá – shrnuje k jedné straně, používá se k čištění silnic a městských ulic a chodníků
- šípová (šípový pluh) – shrnuje na obě strany současně, používá se na kolejích a na horských silnicích

Spodní hrana radlice je osazena pryžovou nebo plastovou lištou. Radlice je upevněna na nosníku, který se dá zvedat a spouštět. Šikmé radlice se většinou dají otáčet vlevo - vpravo.
Nosičem radlice může být klasický nákladní automobil, nosič výměnných nástaveb nebo multikára. Tyto jsou obvykle vybaveny sypačem, tj. zásobníkem a rozmetadlem posypového materiálu. Dále lze sněhovou radlicí osadit např. traktor, grejdr nebo i vysokozdvižný vozík.

## Fotogalerie

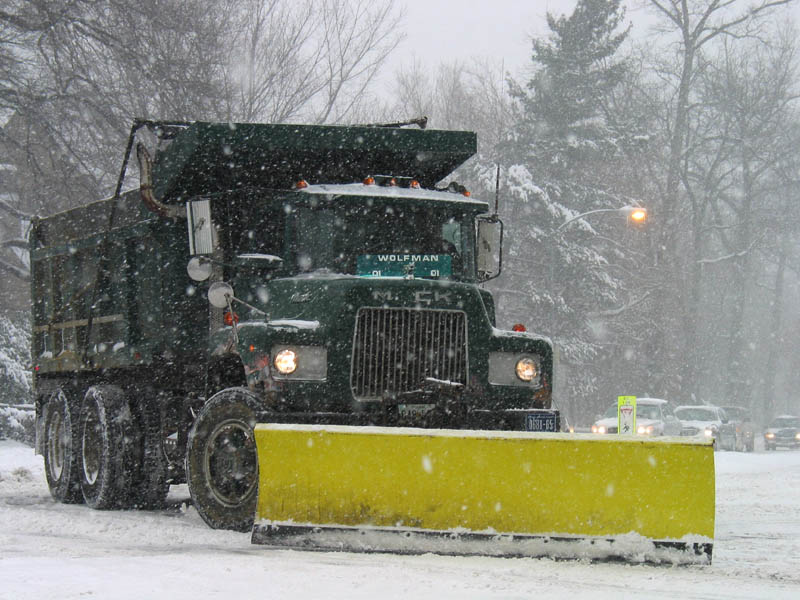
Sněžný pluh na nákladním automobilu
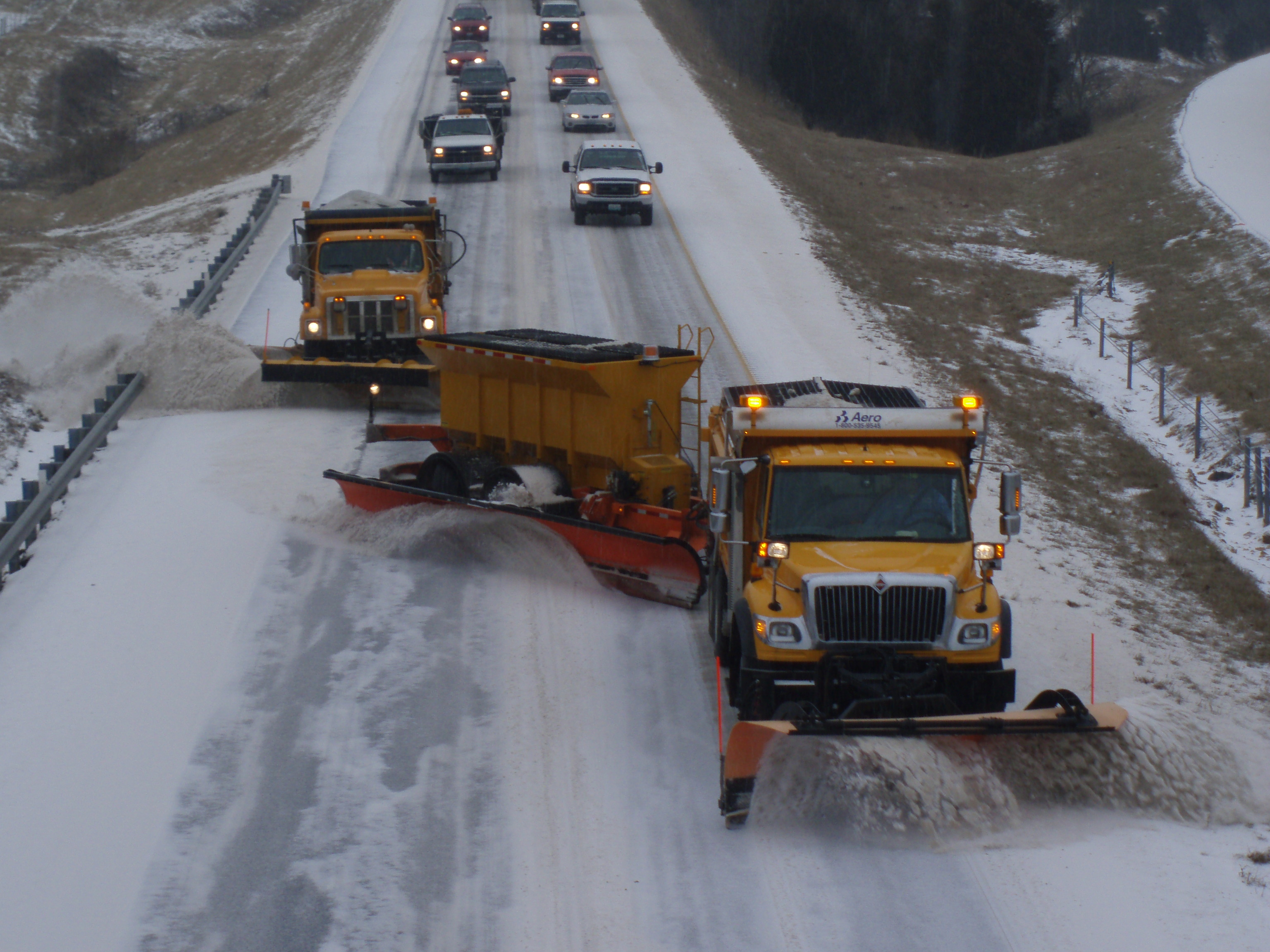
Využití vlečného pluhu v USA (Missouri)
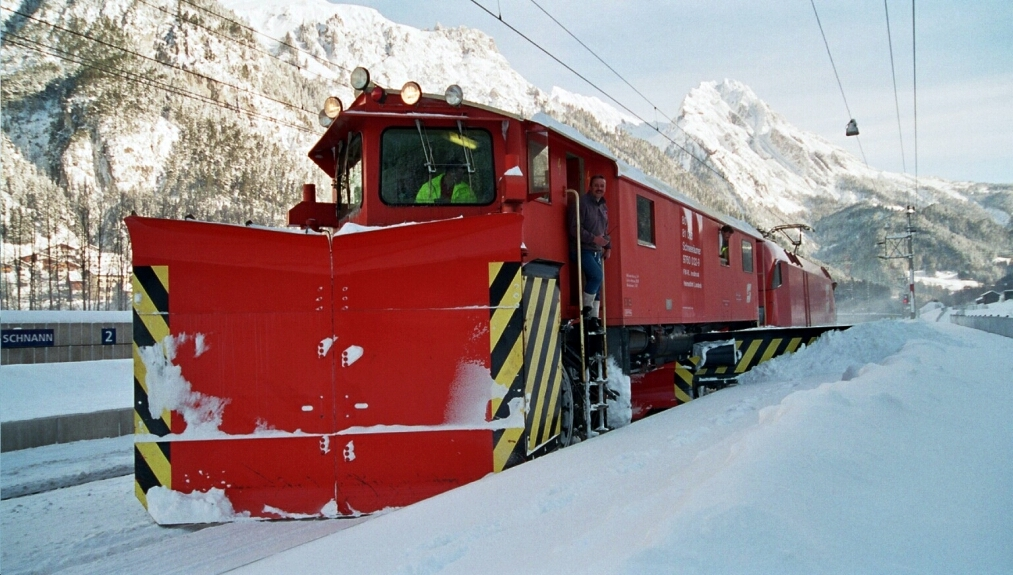
Sněžný pluh na horské železnici v Rakousku v zastávce Schnann. Pluh má pomocnou radlici na odklízení sněhu z nástupišť.
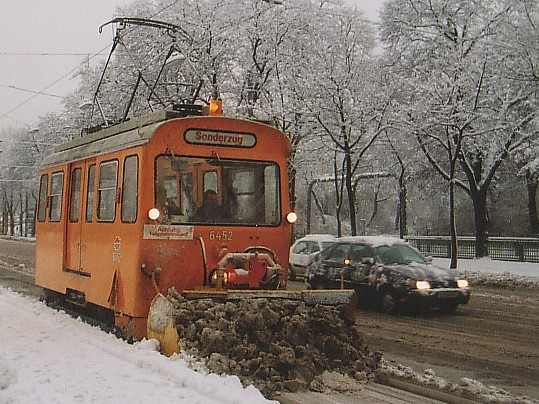
Sněžný pluh Vídeňské tramvajové dopravy
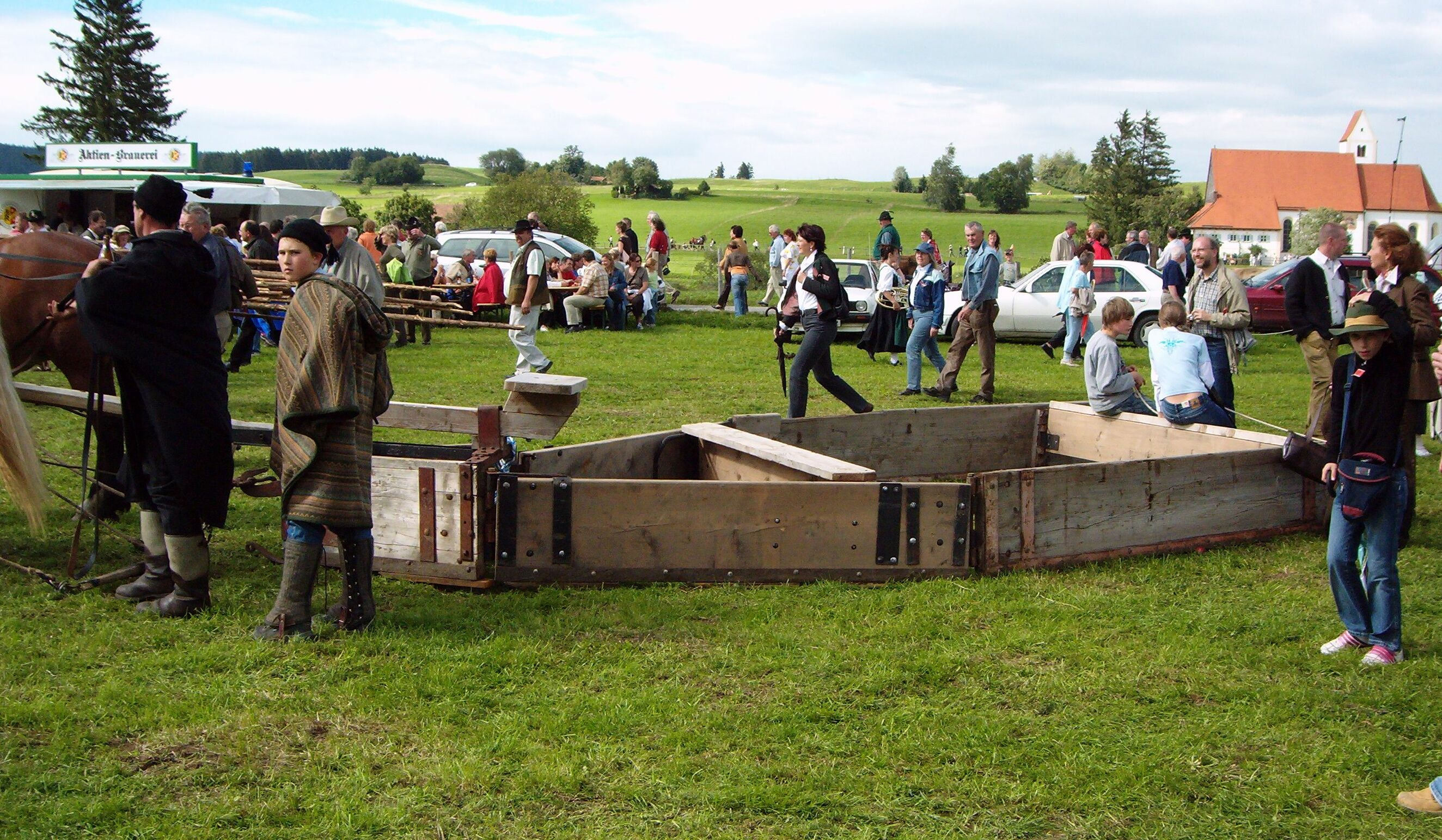
Sněžný pluh pro koňské spřežení